# Телешово (Дмитровский городской округ)
Телешово — деревня в Дмитровском районе Московской области, в составе сельского поселения Синьковское. Население — 71 чел. (2010). До 1954 года — центр Телешовского сельсовета. В 1994—2006 годах Телешово входило в состав Кульпинского сельского округа.

## Расположение
Деревня расположена в западной части района, примерно в 25 км к западу от Дмитрова, на возвышенности Клинско-Дмитровской гряды, высота центра над уровнем моря 186 м. Ближайшие населённые пункты — Бестужево на севере, Бородино на юге, Ведерницы на востоке и Чайниково на западе.

## Население
| 2002 | 2006 | 2010 |
| ---- | ---- | ---- |
| 91   | ↘70  | ↗71  |